# Meeting international Mohammed VI d'athlétisme de Rabat 2023
Il Meeting international Mohammed VI d'athlétisme de Rabat 2023 è stato la 14ª edizione dell'annuale meeting di atletica leggera, seconda tappa inaugurale del circuito Diamond League 2023. Le competizioni hanno avuto luogo presso lo Stadio Moulay Abdallah di Rabat il 28 maggio 2023.

## Programma
| # | Orario | Specialità       |
| - | ------ | ---------------- |
| 1 | 19:15  | 800 metri piani  |
| 2 | 19:25  | Lancio del disco |
| 3 | 19:52  | 400 metri piani  |
| 4 | 20:11  | 1500 metri piani |
| 5 | 20:25  | 100 metri piani  |
| 6 | 20:00  | 3000 metri siepi |
| 7 | 20:23  | 3000 metri piani |

| # | Orario | Specialità         |
| - | ------ | ------------------ |
| 1 | 18:37  | Getto del peso     |
| 2 | 19:04  | 400 metri ostacoli |
| 3 | 19:05  | Salto in alto      |
| 4 | 19:38  | 1500 metri piani   |
| 5 | 19:38  | Salto triplo       |
| 6 | 20:02  | 200 metri piani    |
| 7 | 20:34  | 800 metri piani    |

     Specialità valide per la Diamond League

## Risultati
Di seguito i primi tre classificati di ogni specialità.

### Uomini
| Specialità       |                     | Prestazione | 2º classificato   | Prestazione | 3º classificato    | Prestazione |
| 100 m            | Fred Kerley         | 9"94        | Akani Simbine     | 9"99        | Ferdinand Omanyala | 10"05       |
| 400 m            | Steven Gardiner     | 44"70       | Vernon Norwood    | 45"11       | Rusheen McDonald   | 45"55       |
| 800 m            | Emmanuel Wanyonyi   | 1'44"36     | Wycliffe Kinyamal | 1'44"73     | Benjamin Robert    | 1'45"04     |
| 1500 m           | Jakob Ingebrigtsen  | 3'32"59     | Yared Nuguse      | 3'33"02     | Oliver Hoare       | 3'33"39     |
| 110 m hs         | Rasheed Broadbell   | 13"08       | Grant Holloway    | 13"12       | Hansle Parchment   | 13"24       |
| 3000 m siepi     | Soufiane el-Bakkali | 7'56"68     | Getnet Wale       | 8'05"15     | Abraham Kibiwott   | 8'05"51     |
| Lancio del disco | Kristjan Čeh        | 70,32 m     | Daniel Ståhl      | 69,21 m     | Andrius Gudžius    | 66,04 m     |

     Prestazione che stabilisce il nuovo record del meeting.

### Donne
| Specialità     |                         | Prestazione | 2º classificato      | Prestazione | 3º classificato     | Prestazione |
| 200 m          | Shericka Jackson        | 21"98       | Anthonique Strachan  | 22.15       | Tamari Davis        | 22.30       |
| 800 m          | Mary Moraa              | 1'58"72     | Catriona Bisset      | 2'00"11     | Sage Hurta-Klecker  | 2'00"62     |
| 1500 m         | Gudaf Tsegay            | 3'54"03     | Freweyni Hailu       | 3'57"65     | Birke Haylom        | 3'57"66     |
| 400 m hs       | Shamier Little          | 53"95       | Rushell Clayton      | 54"14       | Shiann Salmon       | 54"42       |
| Salto in alto  | Jaroslava Mahučich      | 2,01 m      | Iryna Heraščenko     | 1,91 m      | Nadežda Dubovickaja | 1,87        |
| Salto triplo   | Leyanis Pérez Hernández | 14,84 m     | Maryna Bech-Romančuk | 14,65 m     | Shanieka Ricketts   | 14,53 m     |
| Getto del peso | Auriol Dongmo           | 19,28 m     | Jessica Schilder     | 18,85 m     | Jessica Woodard     | 18,65 m     |

     Prestazione che stabilisce il nuovo record del meeting.